# John Karlen
John Karlen, all'anagrafe John Adam Karlewicz (Brooklyn, 28 maggio 1933 – Burbank, 22 gennaio 2020), è stato un attore statunitense.

## Filmografia parziale

### Cinema
- La casa dei vampiri (House of Dark Shadows), regia di Dan Curtis (1970)
- La vestale di Satana (Les Lèvres rouges), regia di Harry Kümel (1971)
- Spiccioli dal cielo (Pennies from Heaven), regia di Herbert Ross (1981)
- In gara con la luna (Racing with the Moon), regia di Richard Benjamin (1984)
- Paura (Native Son), regia di Jerrold Freedman (1986)
- Guerrieri del surf (Surf Ninjas), regia di Neal Israel (1996)

### Televisione
- The Big Story – serie TV, un episodio (1949)
- Kraft Television Theatre – serie TV, un episodio (1957)
- La città in controluce (Naked City) – serie TV, un episodio (1959)
- Armstrong Circle Theatre – serie TV, un episodio (1959)
- I detectives (The Detectives) – serie TV, episodio 3x29 (1962)
- The Gallant Men – serie TV, episodio 1x10 (1962)
- The Doctors – serie TV, 6 episodi (1963)
- Hallmark Hall of Fame – serie TV, un episodio (1963)
- Assistente sociale (East Side/West Side) – serie TV, un episodio (1964)
- Hawk l'indiano (Hawk) – serie TV, episodio 1x02 (1966)
- N.Y.P.D. – serie TV, un episodio (1967)
- Dark Shadows – soap opera, 182 puntate (1967-1971)
- Destini (Another World) – soap opera, 18 puntate (1971)
- Sesto senso (The Sixth Sense) – serie TV, un episodio (1972)
- Mod Squad, i ragazzi di Greer (The Mod Squad) – serie TV, un episodio (1972)
- Il mago (The Magician) – serie TV, un episodio (1973)
- Medical Center – serie TV, 2 episodi (1973-1975)
- Sulle strade della California (Police Story) – serie TV, 3 episodi (1973-1977)
- Kojak – serie TV, 2 episodi (1973-1978)
- Doc Elliot – serie TV, un episodio (1974)
- Mannix – serie TV, un episodio (1975)
- Trilogia del terrore (Trilogy of Terror), regia di Dan Curtis – film TV (1975)
- Massacro a Kansas City (The Kansas City Massacre), regia di Dan Curtis – film TV (1975)
- Joe Forrester – serie TV, un episodio (1975)
- Le strade di San Francisco (The Streets of San Francisco) – serie TV, 2 episodi (1975-1976)
- Serpico – serie TV, un episodio (1976)
- Una famiglia americana (The Waltons) – serie TV, un episodio (1976)
- Hawaii Squadra Cinque Zero (Hawaii Five-O) – serie TV, un episodio (1976)
- Charlie's Angels – serie TV, un episodio (1977)
- ABC Weekend Specials – serie TV, un episodio (1977)
- Hunter – serie TV, un episodio (1977)
- Arcibaldo (All in the Family) – serie TV, un episodio (1977)
- Squadra Most Wanted (Most Wanted) – serie TV, un episodio (1977)
- Barnaby Jones – serie TV, 2 episodi (1978)
- Agenzia Rockford (The Rockford Files) – serie TV, un episodio (1978)
- Nel tunnel dei misteri con Nancy Drew e gli Hardy Boys (The Hardy Boys/Nancy Drew Mysteries) – serie TV, un episodio (1978)
- Lou Grant – serie TV, un episodio (1979)
- Kazinsky (Kaz) – serie TV, un episodio (1979)
- Supertrain – serie TV, un episodio (1979)
- Starsky & Hutch – serie TV, un episodio (1979)
- Quincy (Quincy, M.E.) – serie TV, 3 episodi (1979-1981)
- Vega$ – serie TV, 2 episodi (1979-1981)
- Trapper John (Trapper John, M.D.) – serie TV, un episodio (1981)
- Il mistero di Jillian (King's Crossing) – serie TV, un episodio (1982)
- Hill Street giorno e notte (Hill Street Blues) – serie TV, 2 episodi (1982)
- Saranno famosi (Fame) – serie TV, un episodio (1982)
- New York New York (Cagney & Lacey) – serie TV, 110 episodi (1982-1988)
- Venti di guerra (The Winds of War) – serie TV, un episodio (1983)
- Detective per amore (Finder of Lost Loves) – serie TV, un episodio (1985)
- Mike Hammer investigatore privato (Mike Hammer) – serie TV, un episodio (1987)
- ABC Afterschool Specials – serie TV, un episodio (1988)
- 227 – serie TV, un episodio (1989)
- La signora in giallo (Murder, She Wrote) – serie TV, 4 episodi (1989-1995)
- 13º piano: fermata per l'inferno (Nightmare on the 13th Floor), regia di Walter Grauman – film TV (1990)
- Innamorati pazzi (Mad About You) – serie TV, 3 episodi (1994-1995)

## Doppiatori italiani
Nelle versioni in italiano delle opere in cui ha recitato, John Karlen è stato doppiato da:
- Sergio Di Stefano ne La casa dei vampiri
- Manlio De Angelis in Trilogia del terrore
- Vittorio Di Prima in Charlie's Angels
- Gianni Marzocchi in Starsky & Hutch
- Renato Cortesi in New York New York
- Alessandro Rossi in In gara con la luna
- Elio Pandolfi in Detective per amore
- Alvise Battain in La signora in giallo (ep. 6x03)
- Romano Ghini in La signora in giallo (ep. 8x17)
- Franco Zucca in La signora in giallo (ep. 12x06-12x07)